# Valnalón
La Ciudad Tecnológica de Valnalón es un parque tecnológico e industrial que se encuentra en La Felguera, en el municipio asturiano de Langreo, España. Se emplaza en los terrenos que ocupó la Siderurgia de La Felguera.
En La ciudad tecnológica de Valnalón se encuentra el Museo de la Siderurgia de Asturias; el Centro Integrado de F.P. de Mantenimiento y Servicios a la Producción; el Centro Nacional de Formación Profesional Ocupacional; la Escuela de Hostelería, el semillero de empresas y la sede de varias empresas, entre ellas la firma francesa Capgemini además del polígono industrial de Valnalón. En total trabajan en Valnalón más de 1000 personas.

## Historia
El Gobierno del Principado de Asturias crea en 1987, como sociedad de gestión, la Ciudad Industrial del Valle del Nalón S.A.U. dependiente de la Consejería de Industria. Su objetivo fue "diseñar y llevar a cabo un plan de regeneración, promoción y dinamización empresarial en la Cuenca del Nalón". Para conseguirlo, Valnalón rehabilitó algunos de los edificios emblemáticos de la centenaria Fábrica de La Felguera (1857-1986) que sobrevivieron a la demolición de ésta, y se ocuparon los solares donde estaban los altos hornos, las baterías de coque y otras instalaciones siderúrgicas.
El término ciudad industrial ha evolucionado hacia ciudad tecnológica, impulsado por la impetuosa aparición y desarrollo de empresas del sector de las tecnologías de la información y la comunicación (TIC). Otro cambio importante es la transformación del desarrollo de infraestructuras hacia la realización de proyectos para fomentar una sociedad más emprendedora.
En 1993 el Gobierno del Principado de Asturias, a través de Valnalón, pone en marcha el proyecto "Cadena de Formación para Emprender", que se desarrolla en dos ámbitos:
- Educación Emprendedora, cuyo objetivo es el fomento de las capacidades emprendedoras en los diferentes niveles educativos.
- Promoción Emprendedora, cuyo objetivo es el desarrollo empresarial.